# 3M6 Shmel

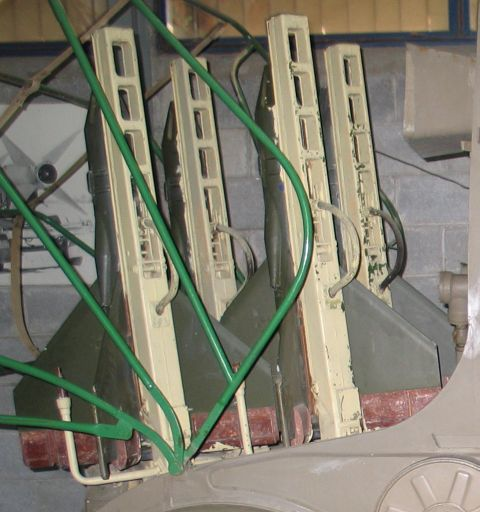
Tên lửa chống tăng 3M6 Shmel / AT-1 Snapper.

3M6 Shmel (tiếng Nga: 3М6 «Шмель»; tiếng Anh: bumblebee) là một loại tên lửa chống tăng dẫn hướng bằng dây MCLOS của Liên Xô. "3M6" là tên của GRAU. Tên ký hiệu của NATO là AT-1 Snapper.
Loại tên lửa chống tăng này khá lớn để người lính có thể mang vác, nó thường được trang bị cho những xe chuyên dụng hay trực thăng. Tên lửa này được dùng nhằm bổ sung cho các vũ khí chống tăng truyền thống như pháo chống tăng 100 mm có độ chính xác không quá 1500 m. Độ chính xác của tên lửa tương phản với tầm bắn tối đa 2000 m.
Tuy nhiên với kích thước của hệ thống, tốc độ chậm và độ chính xác trong chiến đấu kém dẫn đến việc phát triển các hệ thống SACLOS sau này như AT-5 Spandrel.

## Phát triển
3M6 Shmel được phát triển bởi Phòng thiết kế súng cối đặc biệt (SKB Gladkostvolnoi artillerii) tại Kolomna, đây cũng là nơi đã phát triển loại tên lửa chống tăng AT-3 Sagger.
Tốc độ tiến triển của quá trình phát triển tên lửa diễn ra rất nhanh, cuộc thử nghiệm đầu tiên không được dẫn hướng diễn ra vào tháng 4 năm 1958, sau đó các cuộc thử nghiệm có dẫn hướng đã diễn ra vào tháng 6 và tháng 7-1958. Vào ngày 28 tháng 8-1959, công nghệ mới đã được trưng bày cho các sĩ quan chỉ huy của lực lượng vũ trang. Vào ngày 1 tháng 8-1960, 3M6 được chấp nhận đưa vào trang bị cho quân đội. Lần xuất hiện công khai đầu tiên của loại tên lửa chống tăng này diễn ra vào năm 1963.

## Lịch sử

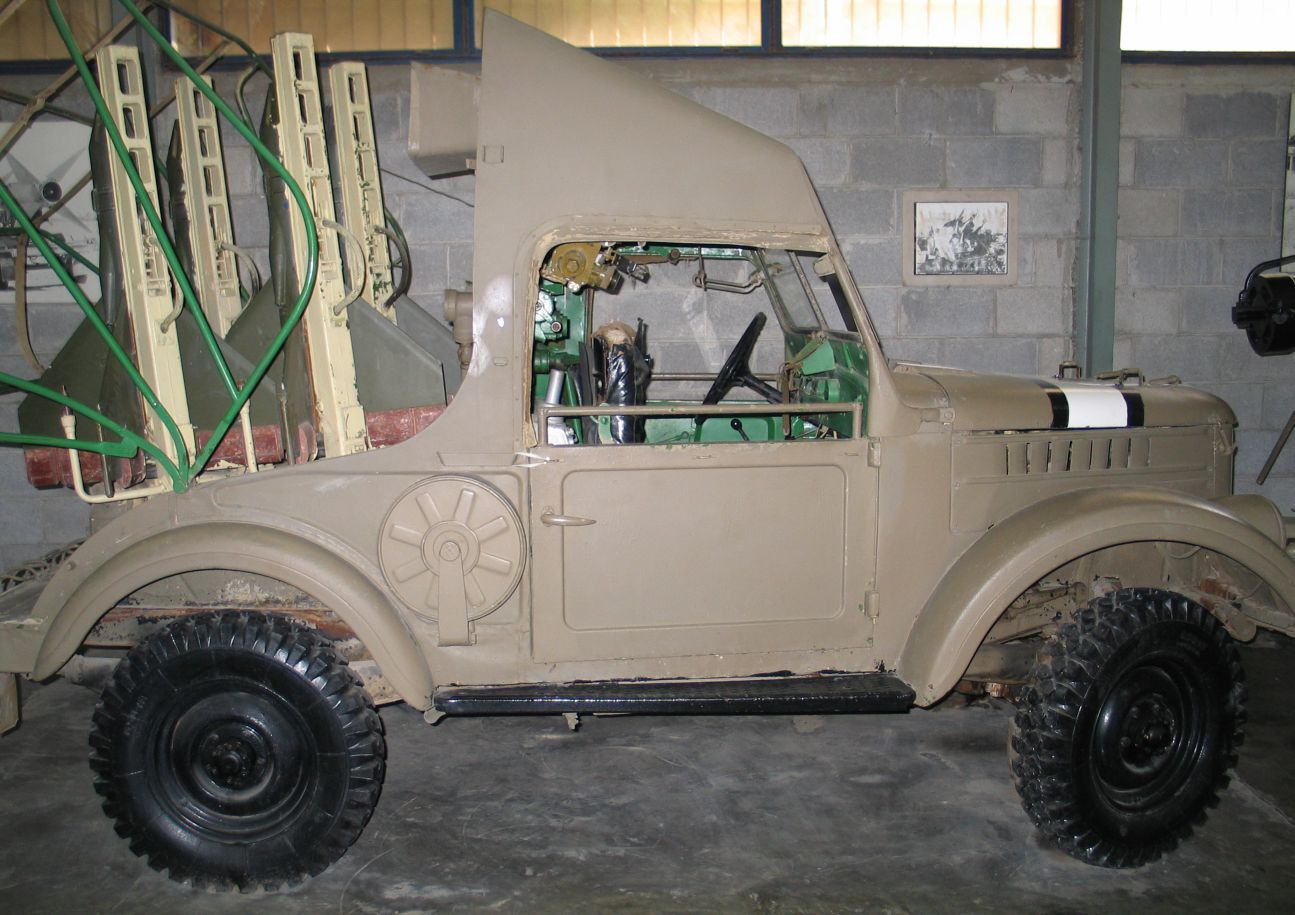
2P26 tại Bảo tàng Batey ha-Osef, Israel.

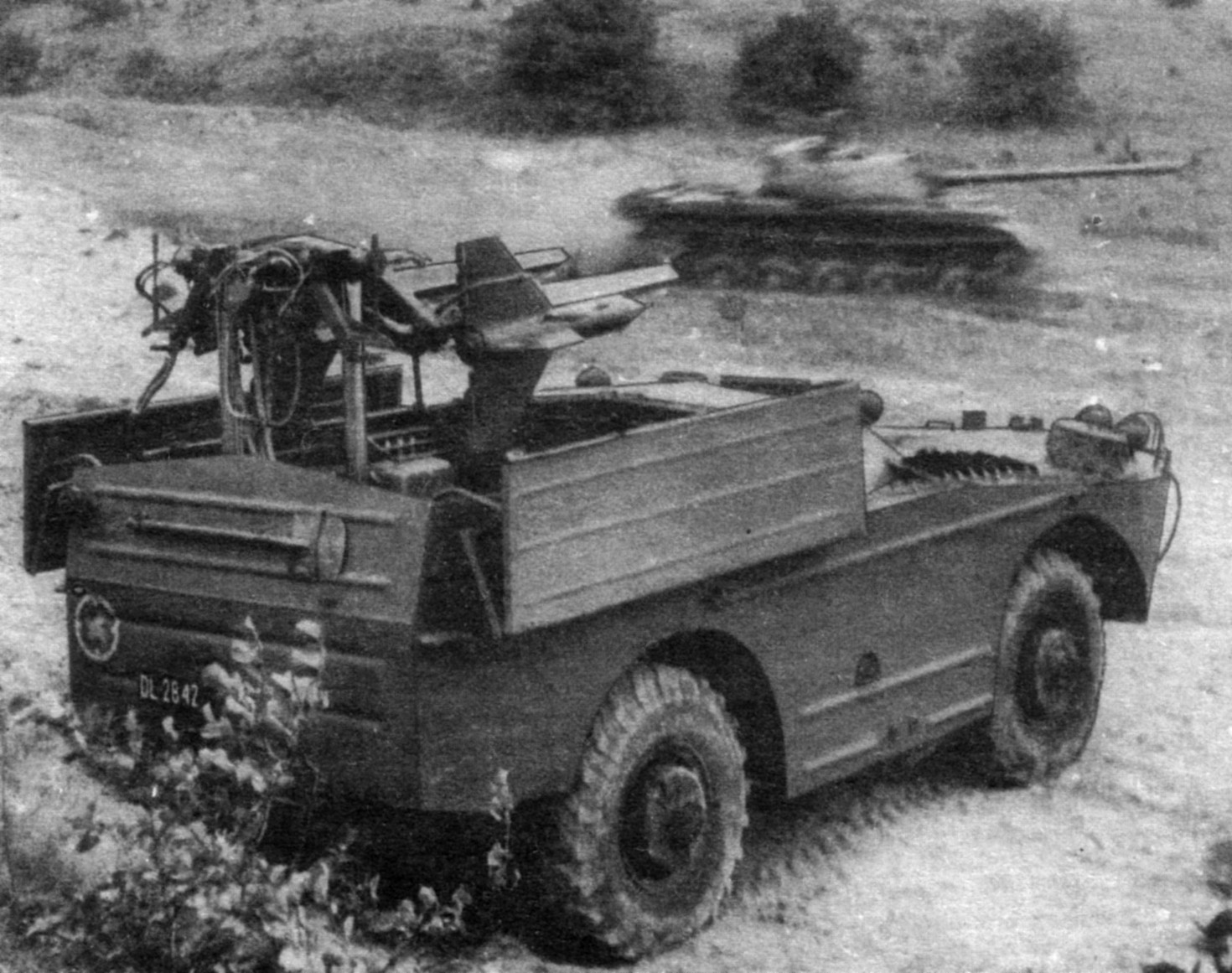
2P27 của Ba Lan

Có hai loại xe chuyên dụng được thiết kế để mang tên lửa 3M6 
- 2P26 - Dựa trên loại xe GAZ-69 hạng nhẹ không bọc thép, với 4 thiết bị phóng. Trạm điều khiển có thể triển khai cách xe mang tên lửa là 30 m. Đưa vào trang bị năm 1960.
- 2P27 - Dựa trên loại xe bọc thép BRDM-1. Với 3 thiết bị phóng được bảo vệ bởi một tấm thép. Đưa vào trang bị năm 1964.

Những loại xe chuyên dụng này được triển khai trong khẩu đội pháo chống tăng trang bị cho các trung đoàn súng trường ô tô. Mỗi khẩu đội có 3 trung đội, mỗi trung đội có 3 xe phóng và một xe chỉ huy BRDM.
Loại tên lửa này được quân đội Ai Cập sử dụng trong Chiến tranh 6 ngày năm 1967. Tổ hợp tên lửa chống tăng này ít được sử dụng. Xác suất ước lượng để hệ thống này bắn trúng mục tiêu trong chiến đấu là 25%.
Bắc Triều Tiên bắt đầu sản xuất một phiên bản của tên lửa này vào năm 1975.

## Miêu tả
Tên lửa này được dẫn hướng đến mục tiêu bằng một cần điều khiển, điều này cần một số kĩ năng của người lính dẫn hướng. Người dẫn hướng điều chỉnh bằng cách truyền tín hiệu đến tên lửa thông qua một sợi dây mảnh phía sau của tên lửa.
Tên lửa được lái bởi chuyển động của các tấm lái ngang bố trí độc đáo.
MCLOS yêu cầu kĩ năng nhuần nhuyễn của người dẫn hướng. Các hệ thống tên lửa chống tăng có hiệu quả trong chiến đấu đã thúc đẩy việc phát triển của các tên lửa dựa trên việc sử dụng dễ dàng hệ thống SACLOS.
Một vấn đề với tên lửa đó là việc thời gian để đạt được tầm bắn tối đa đến mục tiêu dự định tiêu diệt là khoảng 20 giây, do đó mục tiêu có thể tránh tên lửa hoặc bằng cách ẩn nấp sau một trướng ngại vật, dùng màn khói hay bắn vào người dẫn hướng. Ngoài ra kích thước lớn của tên lửa cũng có nghĩa là số lượng tên lửa mang trên xe phóng cũng bị hạn chế; xe BRDM-1 chỉ có thể mang 3 tên lửa.

## Quốc gia sử dụng
Afghanistan
 Bulgaria
 Cuba
 Tiệp Khắc
 Đông Đức
 Ai Cập
 Iran
 Hungary
 Mông Cổ
 CHDCND Triều Tiên
 Ba Lan
 România
 Liên Xô
 Syria
 Nam Tư - 500 

## Thông số chung (3M6Shmel)
- Dài: 1150 mm
- Sải cánh: 750 mm
- Đương kính: 136 mm
- Trọng lượng phóng: 22.5 kg
- Tốc độ: 90 đến 110 m/s
- Tầm bắn: 500 m đến 2.3 km
- Thời gian đạt tầm bắn tối đa: 20 giây
- Dẫn hướng: dẫn hướng bằng dây MCLOS
- Đầu nổ: 5.4 kg HEAT 300 mm vs giáp RHA